# Pseudorreligião
Pseudorreligião ou Pseudoteologia é um termo, quase sempre pejorativo, para designar um sistema de crenças ou filosofia pouco conhecido e funcionalmente semelhante a um movimento religioso, geralmente com um fundador, uma escritura principal, liturgias e crenças baseadas na fé.
Crenças como a Teosofia,
Kabbalah Centre,
Ciência Cristã,
Cientologia, Wahhabismo, Salafismo e Nation of Islam
foram referidos como pseudorreligiões, assim como várias religiões da New Age, ideologias políticas como o nazismo e o cristianismo positivo.
Exemplos de movimentos marginais com figuras fundadoras, liturgias e tradições recentemente inventadas que foram estudadas como práticas sociais legítimas incluem vários movimentos da New Age, e movimentos milenaristas como a Dança dos Fantasmas e o Culto à carga.

## Quasi-religiões
Em 1963, o teólogo Paul Tillich ele distinguiu pseudorreligiões (intencionalmente semelhantes às religiões reconhecidas) das quasi-religiões (entidades com semelhanças intencionais com as religiões).